# IC 1040
IC 1040 ist eine Spiralgalaxie vom Hubble-Typ S0 im Sternbild Bärenhüter am Nordsternhimmel. Sie ist rund 378 Millionen Lichtjahre von der Milchstraße entfernt.
Das Objekt wurde am 24. Mai 1892 von Stéphane Javelle entdeckt.